# Diócesis de Palm Beach
La diócesis de Palm Beach (en latín: Dioecesis Litoris Palmen(sis) y en inglés: Roman Catholic Diocese of Palm Beach) es una circunscripción eclesiástica de la Iglesia católica en Estados Unidos. Se trata de una diócesis latina, sufragánea de la arquidiócesis de Miami. Desde el 1 de julio de 2003 su obispo es Gerald Michael Barbarito.

## Territorio y organización

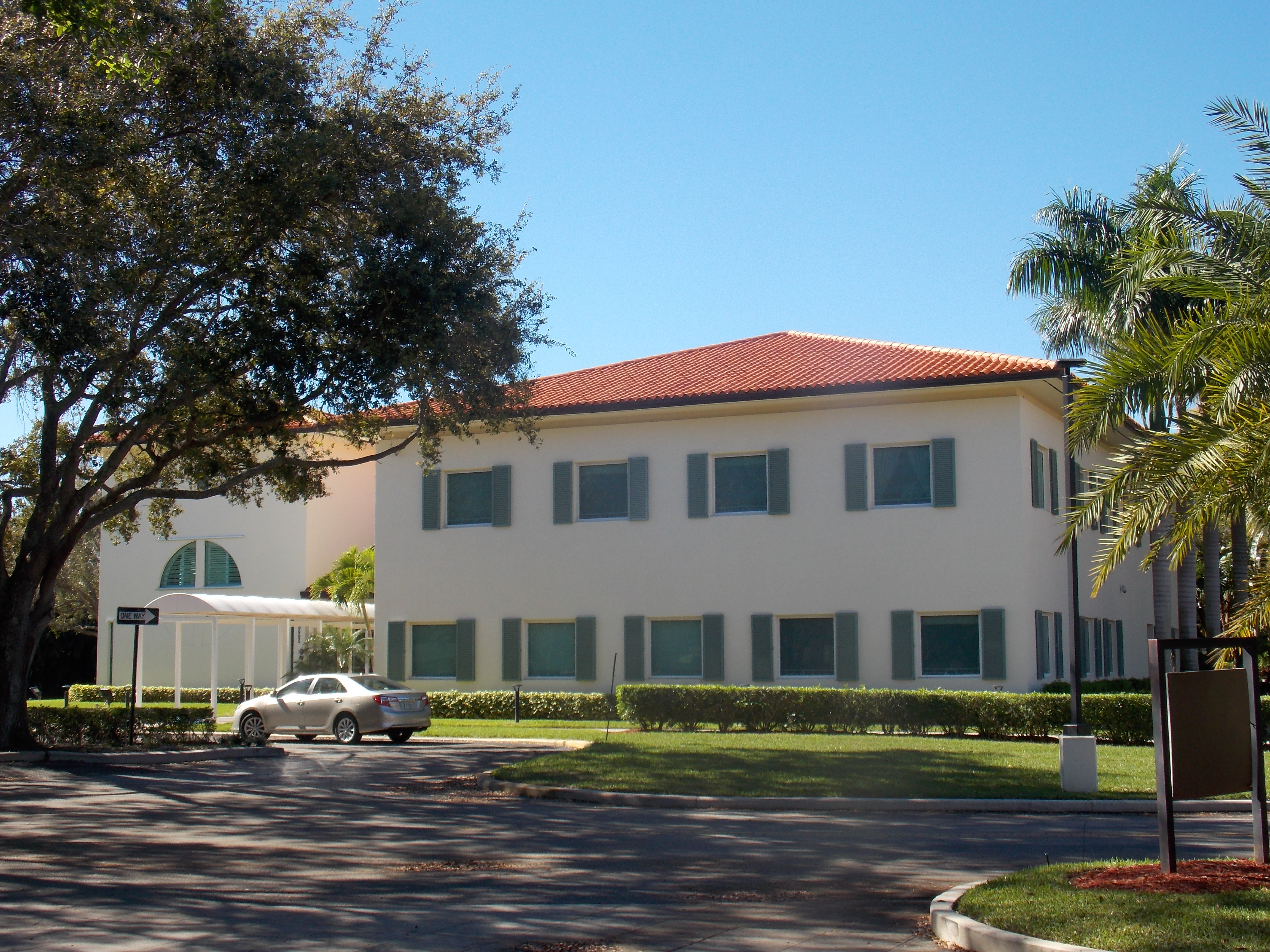
El Diocesan Pastoral Center, en Palm Beach

La diócesis tiene 11 510 km² y extiende su jurisdicción sobre los fieles católicos de rito latino residentes en 5 condados del estado de Florida: Río Indio, Martin, Okeechobee, Palm Beach y Santa Lucía.
La sede de la diócesis se encuentra en la ciudad de Palm Beach, en donde se halla la Catedral de San Ignacio de Loyola.
En 2021 en la diócesis existían 50 parroquias.

## Historia
La diócesis fue erigida el 16 de junio de 1984 con la bula Qui omni cogitatione del papa Juan Pablo II, obteniendo el territorio de la arquidiócesis de Miami y de la diócesis de Orlando.

## Estadísticas
Según el Anuario Pontificio 2022 la diócesis tenía a fines de 2021 un total de 311 420 fieles bautizados.
| Año                                                                             | Población            | Población | Población      | Sacerdotes | Sacerdotes    | Sacerdotes    | Bautizados por sacerdote | Diáconos permanentes | Religiosos | Religiosos | Parroquias |
| Año                                                                             | Bautizados católicos | Total     | % de católicos | Total      | Clero secular | Clero regular | Bautizados por sacerdote | Diáconos permanentes | Varones    | Mujeres    | Parroquias |
| ------------------------------------------------------------------------------- | -------------------- | --------- | -------------- | ---------- | ------------- | ------------- | ------------------------ | -------------------- | ---------- | ---------- | ---------- |
| 1990                                                                            | 152 320              | 1 211 495 | 12.6           | 138        | 103           | 35            | 1103                     | 23                   | 39         | 210        | 44         |
| 1999                                                                            | 224 364              | 1 445 543 | 15.5           | 139        | 99            | 40            | 1614                     | 35                   | 3          | 182        | 46         |
| 2000                                                                            | 237 227              | 1 781 092 | 13.3           | 137        | 104           | 33            | 1731                     | 40                   | 36         | 161        | 47         |
| 2001                                                                            | 244 771              | 1 482 026 | 16.5           | 141        | 103           | 38            | 1735                     | 43                   | 43         | 157        | 48         |
| 2002                                                                            | 246 040              | 1 599 467 | 15.4           | 140        | 106           | 34            | 1757                     | 43                   | 38         | 144        | 49         |
| 2003                                                                            | 268 350              | 1 648 253 | 16.3           | 138        | 105           | 33            | 1944                     | 47                   | 36         | 152        | 49         |
| 2004                                                                            | 259 729              | 1 806 524 | 14.4           | 135        | 105           | 30            | 1923                     | 44                   | 35         | 145        | 49         |
| 2013                                                                            | 286 000              | 2 031 000 | 14.1           | 128        | 100           | 28            | 2234                     | 106                  | 31         | 98         | 50         |
| 2016                                                                            | 292 000              | 2 074 000 | 14.1           | 132        | 99            | 33            | 2212                     | 109                  | 46         | 93         | 50         |
| 2019                                                                            | 304 700              | 2 140 567 | 14.2           | 133        | 102           | 31            | 2290                     | 102                  | 35         | 78         | 50         |
| 2021                                                                            | 311 420              | 2 188 158 | 14.2           | 140        | 99            | 41            | 2224                     | 100                  | 46         | 71         | 50         |
| Fuente: Catholic-Hierarchy, que a su vez toma los datos del Anuario Pontificio. |                      |           |                |            |               |               |                          |                      |            |            |            |

## Episcopologio
- Thomas Vose Daily † (17 de julio de 1984-20 de febrero de 1990 nombrado obispo de Brooklyn)
- Joseph Keith Symons (12 de junio de 1990-6 de junio de 1998 renunció)[nota 1]
- Anthony Joseph O'Connell † (12 de noviembre de 1998-13 de marzo de 2002 renunció)
- Sean Patrick O'Malley, O.F.M.Cap. (3 de septiembre de 2002-1 de julio de 2003 nombrado arzobispo de Boston)
- Gerald Michael Barbarito, desde el 1 de julio de 2003